# Manuel Gómez Fernández
Manuel Gómez  (Alicante, 7 de abril de 1971) es un periodista y presentador de televisión.
Licenciado en Periodismo por la Universidad Europea de Madrid. 
Máster de Periodismo en Televisión - ANTENA 3 por la Universidad de Nebrija y  diplomado en Educación Musical por la Universidad EDETANIA de Valencia.  Curso de Locución y presentación de programas de Televisión por el Instituto Oficial de Televisión Española (RTVE).
En la actualidad trabaja en ARAGÓN TV, la Televisión Autonómica de Aragón, haciendo conexiones en directo de información política, social, económica tanto nacional como aragonesa en los programas AQUÍ Y AHORA y AHORA Y AQUÍ.
Ha trabajado en NEGOCIOS TV un canal especializado en economía y empresa como presentador,  editor  y redactor de contenidos informativos del canal  de las noticias y también como locutor  de spots publicitarios, locuciones para programas, además de Director de antena.
Ha sido Director, editor  y presentador de Informativos en La 8 TV, una de las televisiones autonómicas en la Comunidad Valenciana.
En la Cadena SER - DENIA , locutor de crónicas informativas.
Director y Presentador del programa “Aprende Chino” en Capital Radio. 
Ha sido además Presentador en todas sus franjas horarias del Telediario de Intereconomía.